# West Saint Paul (Minnesota)
Pour les articles homonymes, voir West St. Paul.
West Saint Paul est une municipalité américaine située dans le comté de Dakota au Minnesota. Selon le recensement de 2010, West Saint Paul compte 19 540 habitants.

## Géographie
Selon le Bureau du recensement des États-Unis, la municipalité s'étend en 2010 sur une superficie de 5,02 milles carrés (13 km2), dont 0,1 milles carrés (0,26 km2) d'étendues d'eau.

## Histoire
Au début du XIXe siècle, la région est habitée par des Sioux. Les premiers colons européens s'implantent sur ce territoire en 1848. La municipalité de West St. Paul est créée le 23 février 1889, à partir du nord-ouest de la ville de South Saint Paul formée deux ans plus tôt. Elle est à différencier d'un ancien township du même nom, annexé en 1874 par Saint Paul.

## Administration
Le pouvoir législatif local est assumé par le maire et les conseillers municipaux. La ville est divisée en trois wards, qui élisent chacun deux conseillers pour un mandat de quatre ans (ils sont renouvelés par moitié tous les deux ans). Le maire ne vote qu'en cas d'égalité entre les conseillers municipaux et dispose d'un droit de véto, qui peut être outrepassé par cinq membres du conseil. Depuis 1962, la municipalité est également administrée par un gérant municipal (en anglais : city manager).

## Démographie
La population de West St. Paul est estimée à 19 767 habitants au 1er juillet 2017.
| Groupe          | West St. Paul | Minnesota | États-Unis |
| --------------- | ------------- | --------- | ---------- |
| Blancs          | 73,5          | 84,4      | 76,6       |
| Afro-Américains | 6,2           | 6,5       | 13,4       |
| Métis           | 5,4           | 2,5       | 2,7        |
| Asiatiques      | 4,5           | 5,1       | 5,8        |
| Amérindiens     | 0,3           | 1,4       | 1,3        |
|                 |               |           |            |
| Hispaniques     | 22,0          | 5,4       | 18,1       |

Le revenu par habitant était en moyenne de 30 183 dollars par an entre 2013 et 2017, en-dessous de la moyenne du Minnesota (34 712 dollars) et de la moyenne nationale (31 177 dollars). En 2017, 11 % des habitants de West St. Paul vivaient sous le seuil de pauvreté (contre 9,5 % dans l'État et 12,3 % à l'échelle des États-Unis).